# Boeing XB-38 Flying Fortress
Vega XB-38 Flying Fortress byl prototypem amerického bombardéru z druhé světové války. Vznikl přestavbou bombardéru B-17 Flying Fortress, u kterého byly hvězdicové motory Wright R-1820-65 Cyclone nahrazeny výkonnějšími řadovými motory Allison V-1710. Americké letectvo by tak mělo náhradní řešení pro případ nedostatku motorů Wright Cyclone. Vznikl jediný prototyp XB-38. Poprvé vzlétl v březnu 1943, ale při devátém letu byl zničen. Program byl zrušen.

## Historie

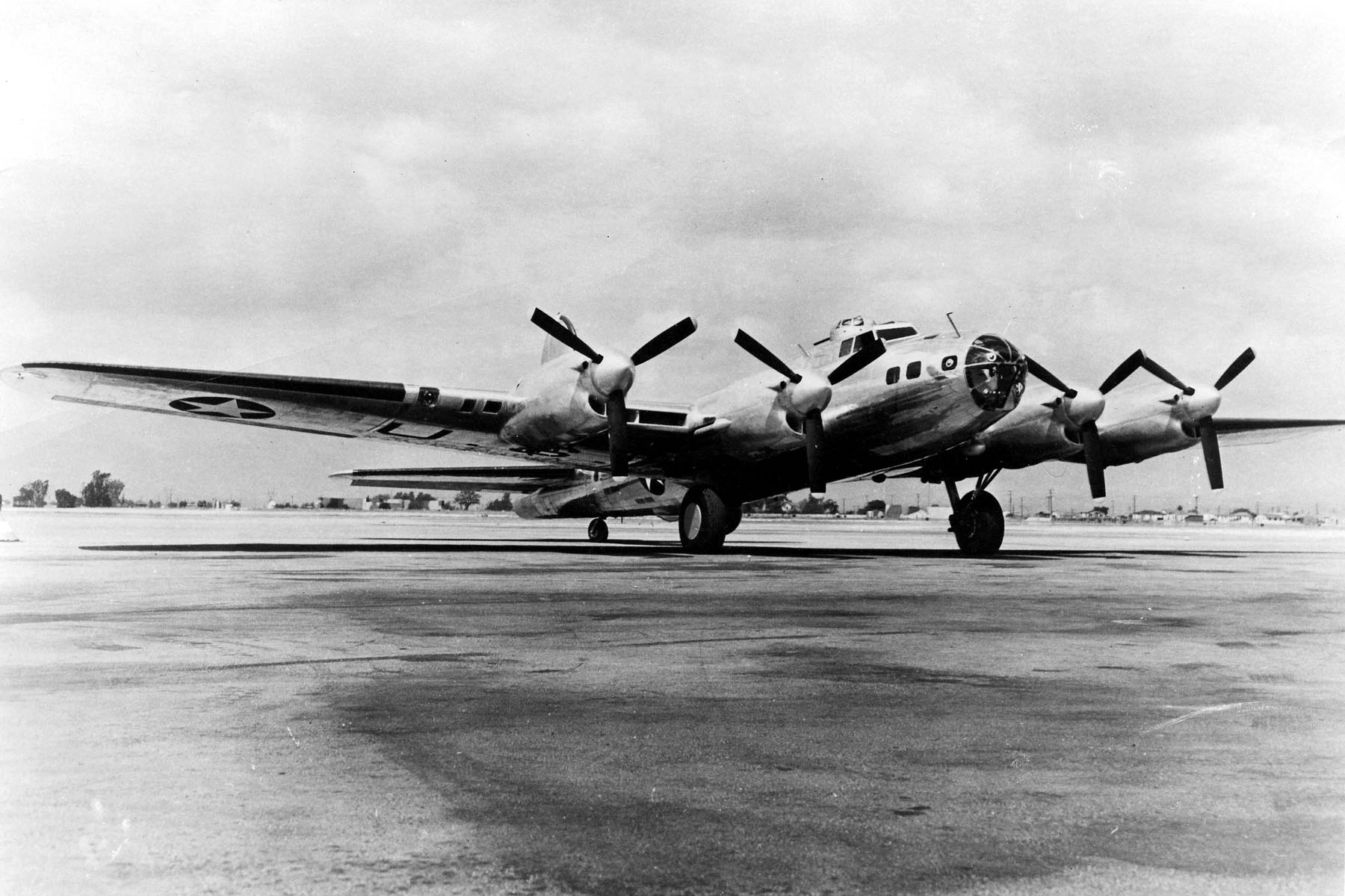
XB-38

Projekt XB-38 probíhal ve spolupráci společností Boeing a Vega Aircraft Corporation (pobočka firmy Lockheed), což byl jeden z výrobců typu B-17. Pro urychlení prací byl pro přestavbu vybrán devátý vyrobený letoun verze B-17E (sériové číslo 41-2401, po přestavbě měl rezervováno sériové číslo 42-73515). Přestavbu zajistila právě Vega.
Hlavní změnou bylo sejmutí původních motorů Wright R-1820-65 Cyclone a jejich nahrazení výkonnějšími kapalinou chlazenými vidlicovými dvanáctiválci Allison V-1710-F-17R, které roztáčely třílisté vrtule. Předpokládalo se, že díky výkonnějším motorům a jejich lepší aerodynamice se výkony letounu výrazně zlepší.
Prototyp XB-38 poprvé vzlétl 19. května 1943. Řídil jej šéfpilot společnosti Vega Bud Martin. Dne 16. června 1943 byl prototyp zničen při devátém letu. Při něm vypukl požár na pravém vnitřním motoru. Když se jej nepodařilo uhasit, dvoučlenná posádka musela letoun opustit na padácích. Zatímco Bud Martin nehodu přežil, Archibald MacDonald zemřel kvůli selhání padáku. Letoun dopadl poblíž Tiptonu v okrese Tulare County v Kalifornii. Nedokončené zkoušky letounu prokázaly mírné zlepšení jeho výkonů. Program XB-38 byl po nehodě zrušen.
Pohonné jednotky Allison V-1710 za války poháněly mnoho bojových letounů, jako P-38 Lightning, P-39 Airacobra, P-40 Warhawk, P-51A Mustang a P-63 Kingcobra.

## Specifikace

### Technické údaje
- Osádka: 10
- Rozpětí: 31,6 m
- Délka: 22,7 m
- Výška: 5,8 m
- Nosná plocha: 141,9 m²
- Hmotnost prázdného stroje: 24 900 kg
- Vzletová hmotnost: 28 183 kg
- Pohonné jednotky: 4 × kapalinou chlazený vidlicový dvanáctiválec s turbodmychadlem Allison V-1710-F-17R
  - Výkon motoru: 1 425 hp (895 kW)

### Výkony
- Maximální rychlost: 526 km/h
- Cestovní rychlost: 364 km/h
- Dostup: 11 200 m
- Dolet: 3100 km

### Výzbroj
- 13 × 12,7mm kulomet M2 Browning
- 2700 kg pum